# 錫爾弗伍德 (密歇根州)
錫爾弗伍德（英語：Silverwood）是位於美國密歇根州拉皮爾縣里奇鎮區及土斯科拉縣代頓鎮區的一個非建制地區。

## 地理
錫爾弗伍德所處的海拔為高於海平面245米（即804英呎），而該地所採用的時區為UTC-5，即北美东部時區（EST）。同時該地設有夏令時間，為UTC-5調快一小時，即UTC-4（EDT）。